# Hussein Arnous
Hussein Arnous (Arabisch: حسين عرنوس; Idlib, 1953) is een Syrische politicus. Hij was de 68e premier van de Arabische Republiek Syrië van 11 juni 2020  tot en met 14 september 2024. 

## Biografie
Arnous werd geboren in het dorp Al-Tah in de wijk Ma-arrat al-Nu’man van de stad Idlib. In 1978 behaalde hij zijn diploma in burgerlijk ingenieur aan de Universiteit van Aleppo.
Na zijn afstuderen werkte Arnous bij het Idlib Engineering Syndicaat. Hij beheerde het Algemeen Bedrijf voor Wegen en Bruggen van 1992 tot 2002. Tussen 2004 en 2009 was Arnous uitvoerend directeur van de Algemene Instelling voor Wegvervoer. Daarna diende hij als gouverneur van Deir ez-Zor, een positie die hij behield tot 2011, waarna hij aangewezen werd als gouverneur van Quneitra, dit tot 2013. 
In 2014 werd Arnous op een lijst gezet van Syrische regeringsministers die uitgesloten zijn om de Verenigde Staten of de Europese Unie te betreden. Arnous diende als Minister van Publieke Werken en Huisvesting van 2013 tot 2018 en als Minister van Watervoorraden sinds 26 november 2018. 
Op 11 juni 2020 werd premier Imad Khamis door president Bashar al-Assad ontslagen vanwege een verslechtering van de economische situatie. Arnous werd als zijn opvolger aangesteld. Arnous werd door president Assad bevestigd om premier te zijn van een nieuwe regering op 30 augustus 2020. Hij legde drie dagen later de ambtseed af. Hij vormde een nieuwe regering in augustus 2021 na de presidentiële verkiezing in mei van datzelfde jaar.
Na de parlementsverkiezingen in 2024 werd Arnous op 14 september opgevolgd als premier door Mohammad Ghazi al-Jalali.